# Оцел Олександр Олександрович
Олександр Олександрович Оцел — молодший сержант Збройних сил України, що загинув у ході російського вторгнення в Україну у 2022 році.
Бойовий-медик 2-го взводу оперативного призначення 3-ї роти оперативного призначення 1-го батальйону оперативного призначення ОЗСП «Азов».
12.03.2022, під час виконання бойового завдання отримав поранення.

## Нагороди
- орден «За мужність» III ступеня (2022, посмертно) — за особисту мужність і самовіддані дії, виявлені у захисті державного суверенітету та територіальної цілісності України, вірність військовій присязі, зразкове виконання службового обов'язку.